# Vytautas-Magnus-Militärhochschule

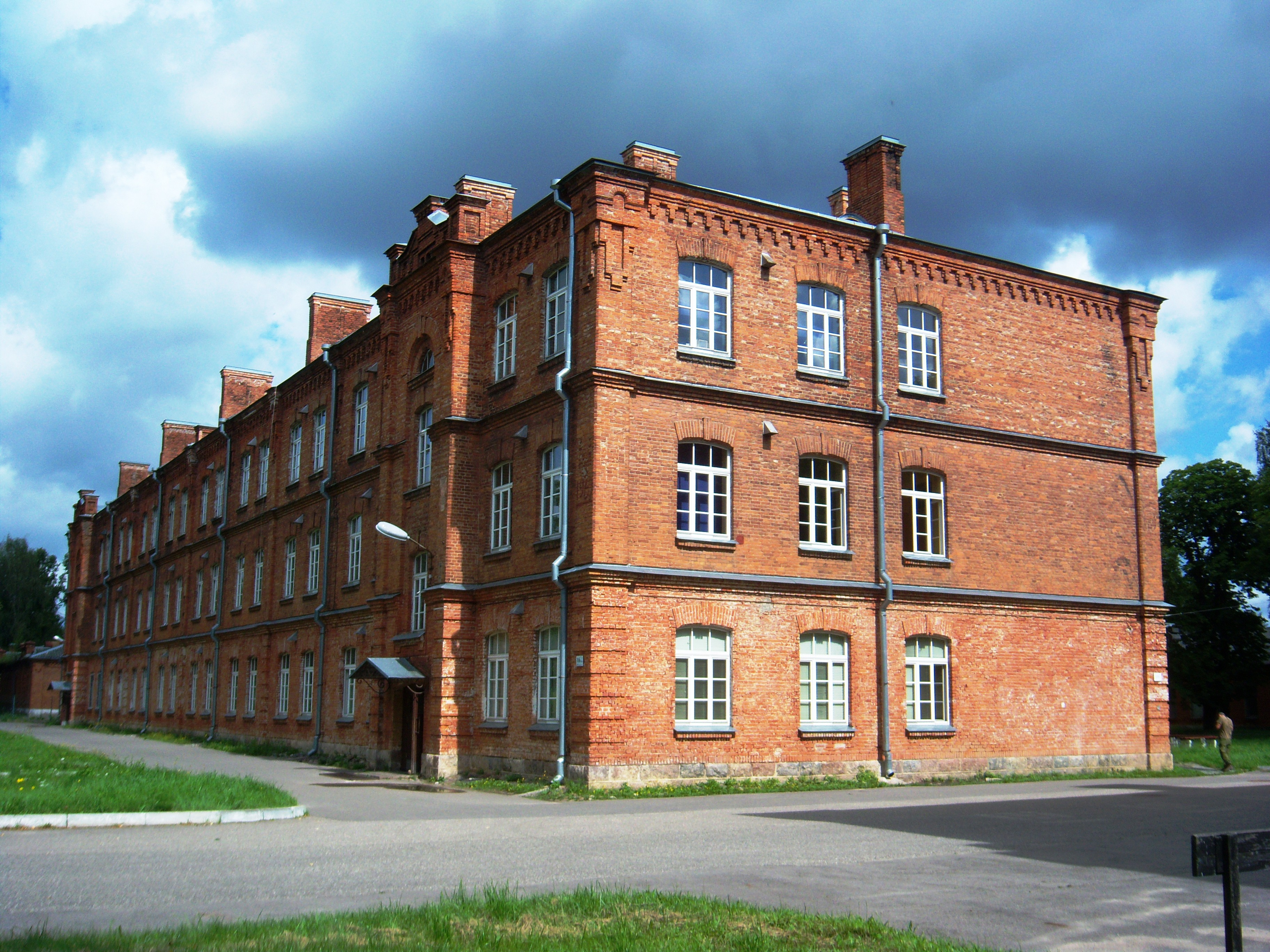
Schulgebäude 2012

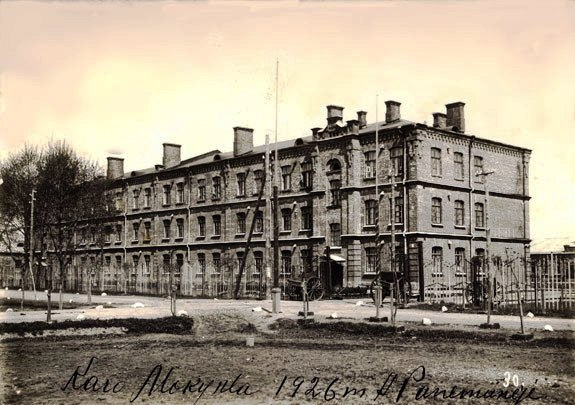
Schulgebäude 1926

Die Vytautas-Magnus-Militärhochschule (litauisch Vytauto Didžiojo aukštoji karo mokykla) war von 1931 bis 1940 eine militärische Bildungseinrichtung für Offiziere in der damaligen litauischen Hauptstadt Kaunas. Die Unteroffiziere wurden in der Kriegsschule Kaunas vorbereitet.

## Geschichte
Die Schule wurde von Petras Kubiliūnas errichtet. Damals gab es Offizierskurse an einer Generalstab-Abteilung. 
Das Studium dauerte zweieinhalb Jahre. Die Militärhochschule bekam den Rang der Akademie des Generalstabs. 
1934 gab es die erste Absolventenreihe. 1938 wurde die Schule zur Hochschule. Insgesamt wurden 65 Offiziere vorbereitet. 

## Leitung
- Stasys Dirmantas
- Petras Kubiliūnas
- Vladas Karvelis
- Leonas Gustaitis
- Stasys Raštikis